# Maido Project

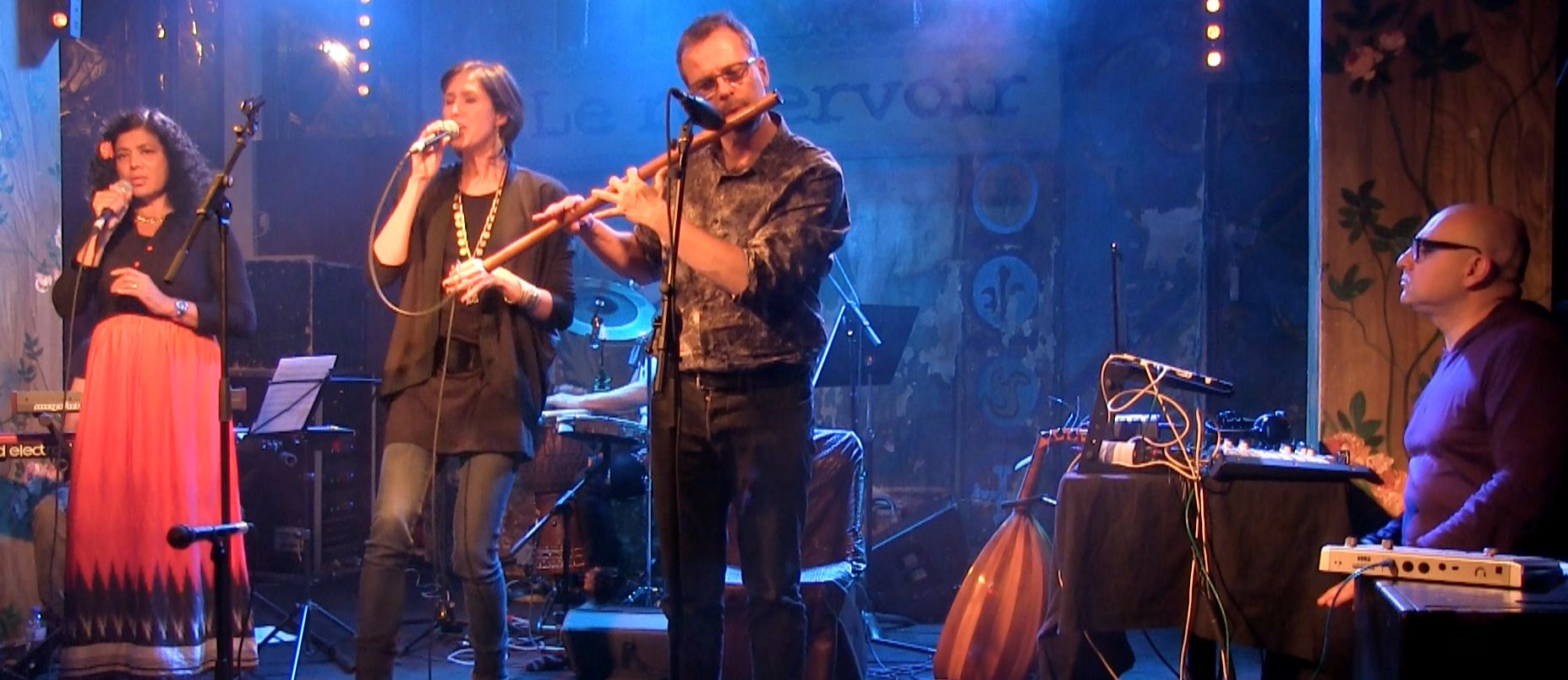
Maido Projet Live

Maido Projet est un collectif de musiciens et de chanteurs dirigé par Pierre Baillot, compositeur français, producteur et multi-instrumentiste dont la musique est influencée par le jazz et la musique contemporaine, musique du monde, électro et chillout. Pierre Baillot créé Maido Project en 2006 tout en continuant à composer pour l'image et les documentaires et notamment à travers un partenariat avec RFI (Radio France International) et plusieurs autres radios pour de l'habillage sonore.
Pierre partage la scène avec d'excellents musiciens comme la chanteuse américaine Victoria Rummler, la chanteuse eurasienne Monika Shaka, la chanteuse indienne Sandhya Sanjana, brésilienne Eloisia, le chanteur marocain Simo Bouamar, le percussionniste brésilien Edmundo Carneiro (ex Saint Germain), le pianiste et compositeur français Olivier Calmel, le pianiste malgache Richard Razafindrakoto et Fabrice Drigues en tant que coproducteur et Live Remixer. Le côté multi ethnique des musiciens de leurs influences et les instruments joués (Pierre Baillot joue du Oud, de la flute Bansuri, de la flute ney, du Doudouk,…) est une véritable porte ouverte sur le monde tout en véhiculant un fort message de paix entre la l’occident l'Afrique et l'Orient.

## Discographie
- Electric Blue - Plaza Mayor 2007
- Safran - RNC Music 2008
- World Divas - Plaza Mayor 2010
- Opium Lounge- RNC Music 2013
- Zafran Lounge- Universal Music 2013
- World of Zen - Plaza Mayor 2014
- French Divas - Plaza Mayor 2015
- Silk and Musk - RNC Music  2015

## Labels
- RNC Music
- Universal Music
- Plaza Mayor

## Prix musicaux
Prix de composition de musiques de films - Musique en Courts 2006